# Myglen
Myglen (bułg. Мъглен) – wieś w południowo-wschodniej Bułgarii, w obwodzie Burgas, w gminie Ajtos. Według danych Narodowego Instytutu Statystycznego, 31 grudnia 2011 roku wieś liczyła 1264 mieszkańców.

## Infrastruktura społeczna
We wsi funkcjonuje szkoła podstawowa im. Christa Botewa i dom kultury Probuda.